# Švedska komisija za preseljevanje
Švedska komisija za preseljevanje (angleško Swedish Emigration Commission, švedsko Emigrationsutredningen). 
Komisija je poskušala Švedom, ki so se preselili v Ameriko zagotoviti najboljša področja. Delovala je od leta 1907 do 1913.